# Бушковская
 Бушковская  — опустевшая деревня в Лузском муниципальном округе Кировской области.

## География
Расположена на расстоянии примерно 5 км на юг-юго-восток по прямой от деревни Папулово.

## История
Известна с 1620 года как деревня с 5 дворами, в 1727 году также 5 дворов. В 1859 году здесь (Бушковская или Бухары) отмечено было дворов 11 и жителей 91, в 1926 33 и 158, в 1950 34 и 112, в 1989 18 жителей. С 2006 по 2020 год находилась в составе Папуловского сельского поселения. По состоянию на 2020 год опустела.

## Население
Постоянное население составляло 12 человек (русские 100%) в 2002 году, 3 в 2010.